# Castell de Rocabruna
El castell de Rocabruna és una fortificació del veïnat de Rocabruna, dins del terme municipal de Camprodon. És un notable conjunt, torre i murs, amb opus spicatum en alguns sectors, declarat bé cultural d'interès nacional. En concret, el castell domina un turó envoltat de cingles, el Tossal del Castell, i la seva altitud (995 m) ofereix al visitant unes vistes molt interessants sobre el Pirineu i l'Alta Garrotxa. Els seus orígens es remunten al segle x (hi ha documentació del 1070), i actualment està abandonat. Sembla que el nom del castell prové del color del sòl i de les pedres de l'entorn (i de les que formen part dels murs), que és molt ennegrit o bru. L'accés al castell és bastant difícil, ja que el turó es troba completament envoltat de bosc; tan sols és possible d'arribar-hi a través d'un corriol mig abandonat que puja des de la base del puig, i que passa per les cases de la Vila i Ca l'Arneta. Per sota del puig hi transcorre el sender GR-11, en el seu tram Molló-Beget.

## Descripció

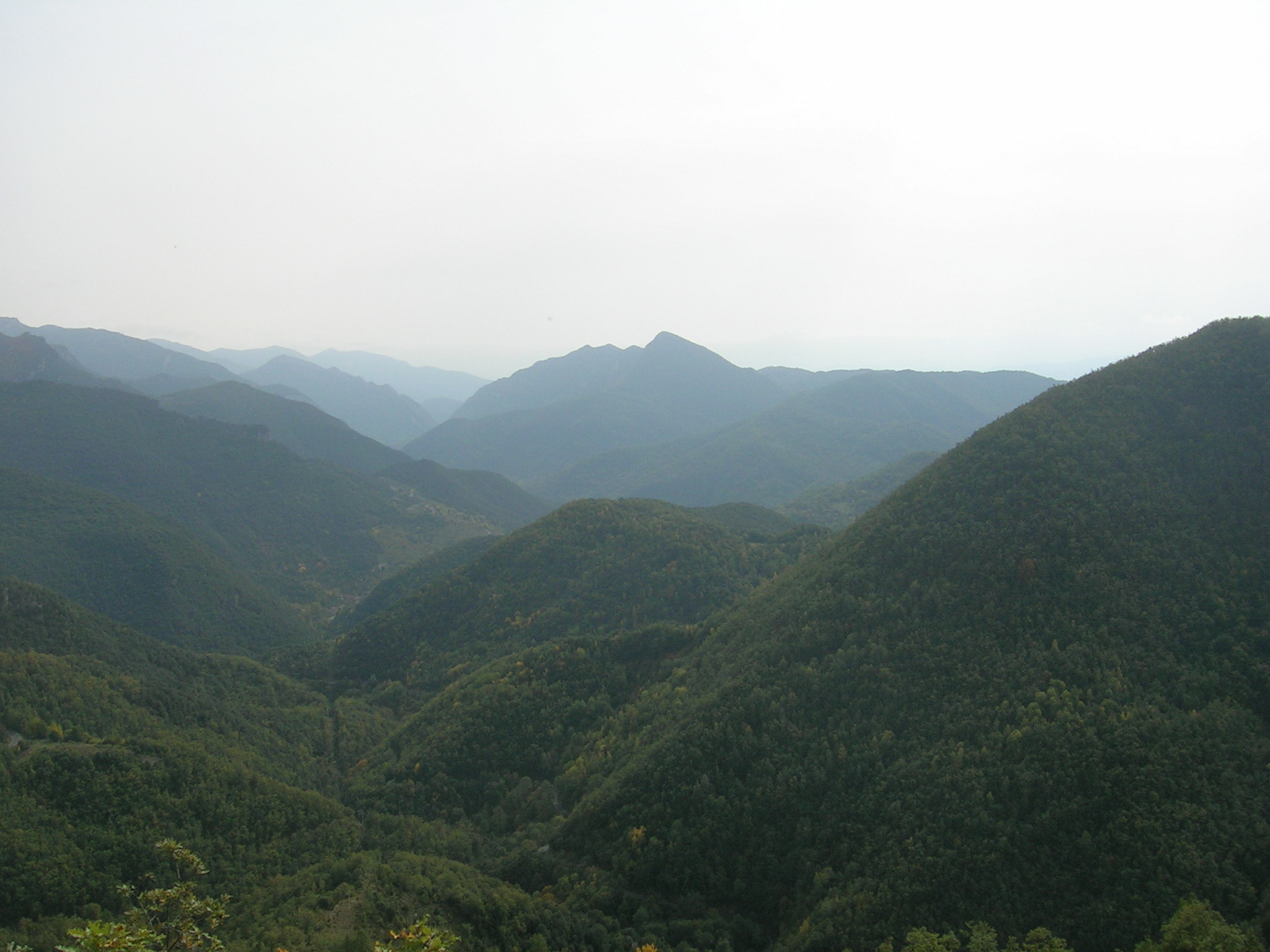
Vistes des del Castell de Rocabruna

El castell de Rocabruna era un dels més importants de la contrada. Estava format per un doble recinte de muralles. El primer era més reforçat per la banda nord per ser el lloc on hi havia menys protecció natural. La muralla del costat sud estava protegida per dues torres, una de planta circular i la segona de planta quadrada feta de carreus molt ben tallats. El costat nord estava protegit per una torre de planta irregular. La banda est és la més complicada, la muralla segueix la línia totalment irregular per tal d'adequar-se al terreny. Diverses torres quadrades protegien la porta d'accés al recinte.
Els costats nord i oest són part de la muralla que tanca el recinte i les ales sud i est són, respectivament, l'ala nord d'una plaça lateral al castell i la muralla occidental de la plaça d'armes. Seguint la volta del castell es passa per una gran ala de muralla de 39 m, després dues torres (una d'elles podria ser la de l'homenatge) entre les quals hi ha 23 m més de muralla. N'hi ha 18 m més fins a arribar a l'única part del castell que no té doble muralla. En primer terme hi ha la capella dedicada a Sant Llorenç. Segueixen 21 m de muralla, que forma l'ala oriental de la part habitada. L'entrada al castell resta amagada entre les columnes de la forca, en un punt de difícil accés. En entrar hi havia una espaiosa plaça d'armes voltada de torres en tres dels 4 costats i, al mig de la plaça, la cisterna. Entrant hi ha una gran torre de defensa, al nord la muralla, al sud la part habitada del castell i a l'esquerra el que podria ser la caserna.
La gran sala rectangular del castell de Rocabruna està recolzada a la part oest de la muralla, és a dir, a la part que mira al poble. Els murs estan bastits amb opus spicatum i demostren una antiguitat remarcable. Disposava d'un pis superior, del qual avui en resten alguns murs i els forats que sostenien l'embigat que formava el terra.
"Encara que no tinguessin un gran nombre de soldats, al castell, una dotzena d'homes i alguns cavalls bé hi eren, i allò és fet per posar en la part fonda el cavall; en el pis la tropa i al cim, torre de defensa i vigilància, unida probablement per un pont llevadís amb la part habitada del castell". (Bassa)

## Història

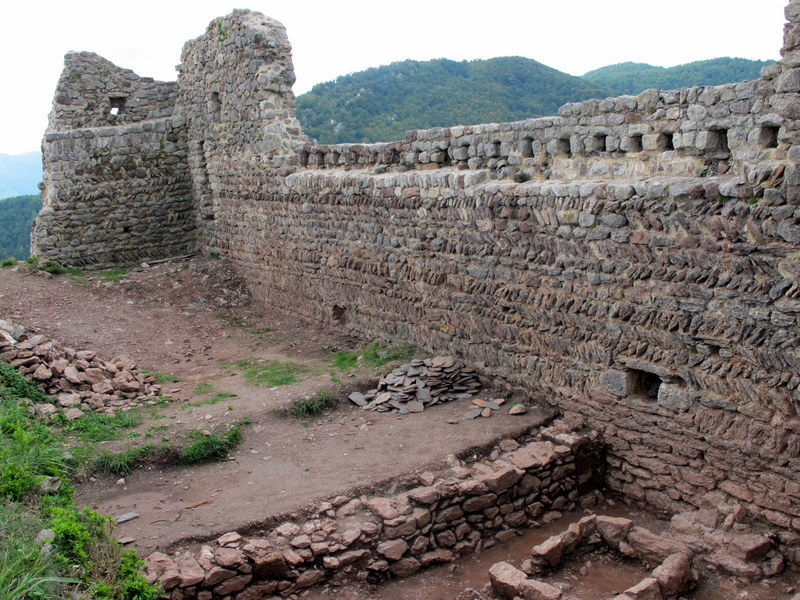
Detall del Castell de Rocabruna

És un castell termenat documentat el 1087. El que havia estat el gran castell de Rocabruna és avui un pilot de pedres. A principis de segle xx, Francesc Montsalvatge escrivia: "es hoy día un montón de ruinas, no quedando en pie ningún vestigio d'importància". L'estudi més important que s'ha realitzat sobre aquest castell va ser fet per Manuel Bassa l'any 1932. A ell es deu l'únic planell aixecat i que ha estat abastament copiat i reproduït (caldria fer-ne una revisió).
En una data posterior a 1070 i anterior a 1100 compareix Arnau de Llers prestant jurament al comte Bernat II de Besalú, pel "castrum de Rochabruna". També a final del segle xii i principis del XIII, l'ombra del casal de Llers es projectava sobre aquest castell. De l'església de "Sancti Laurentii de Rochabruna" hi ha esment el 1209.
Arnau de Llers, senyor de Rocabruna, deixà heureu del castell al seu fill Guillem de Cervià. Ermengald de Cervià va vendre el castell de Rocabruna el 1258 a Ramon de Milany, qui fou pare de Marquesa de Milany, que dugué en dot el castell de Rocabruna al seu marit Jaume de Besora, senyor de Besora. El seu fill va vendre el castell a Ramon Desbac: "castell e parròquia de Rochabruna, desgleya e de Cavallers... XVII fochs" i dins la vegueria de Camprodon assenta el fogatjament de 1365-70. Pere Desbac va ser partidari de Joan II i arribà a ser capità general de la Muntanya, títol expedit pel rei. L'any 1698 Rocabruna era lloc reial.
Entre 2006 i 2013 s'hi ha fet recerca arqueològica i tasques de restauració i consolidació.

## Llegendes
A l'entorn del castell s'expliquen moltes llegendes. Una diu que en temps dels àrabs, estant assetjada Rocabruna, els seus habitants van fer una llarga mina per tal de baixar a cercar aigua al riu. És la llegenda del setge de la fam. Es diu que al castell hi ha un bou d'or enterrat. És tan ferma la creença que una vegada hi caigué un llamp i els veïns hi anaren amb l'esperança que l'enderroc d'un pany de muralla interior fet pel llamp hagués exposat a l'exterior el famós bou d'or. A la Tuta de Maimons, sota la cinglera de Coll de la Mola al davant de la Guardiola, en dies de vent, surten follets a recórrer aquells cims embolcallats amb un gran llençol. A la casa que els agafessin mai més no els faltaria roba.